# 布萊德庫特·莎拉·惠美
布萊德庫特·莎拉·惠美（日语：／ Buridokatto Sēra Emi，1989年2月5日—），日本女性配音員。出身於福島縣磐城市。隸屬於Production Ace。

## 人物
- 布萊德庫特·莎拉·惠美（日語：ブリドカット セーラ 恵美）來自於澳大利亞父親的姓氏「布萊德庫特（ブリドカット）」，以及亞伯拉罕「元配」的名字（Sara、英文的）。是日本配音員中名字最長的人。使用英文時表示為，為名，為中間名，為姓。
- 聲優中憧憬的人是高山南。
- 喜歡玩遊戲、繪畫、舞蹈、讀書以及去電器商店購物。
- 2013年，在《問題兒童都來自異世界？》出演久遠飛鳥，首次出演主角。

## 演出作品

### 電視動畫
2012年
- 蝦掰天文社（TV聲音）

2013年
- 問題兒童都來自異世界？（久遠飛鳥）
- RDG 瀕危物種少女（如月·琴·仄香）
- 銀河機攻隊 莊嚴皇子（名取詩音〈食堂大姐〉、女A、觀測員、駿河中喜歡的園童）
- 戀愛研究所（學生、立花、女子、教師、女學生、廣播社社員）
- BLOOD LAD 血意少年（海德菈·貝爾）
- Fate/kaleid liner 魔法少女☆伊莉雅（魔法武士道·武藏、母親、機場廣播）

2014年
- HAMATORA ─超能偵探社─（鸚鵡）
- 魔劍姬！通（霜柳真昼）
- LoveLive!第二季（校園廣播、觀眾、1年級生C、學生）
- 棺姬嘉依卡（賽爾瑪）
- 風雲維新大將軍（土方歲三）
- 約會大作戰Ⅱ（八舞夕弦）
- Pripara（女性客人、榮子、女孩）
- 閃爍的青春（女學生）
- 棺姬嘉依卡 AVENGING BATTLE（賽爾瑪）

2015年
- 艦隊Collection -艦Colle-（夕張）
- 新妹魔王的契約者（野中柚希）
- ISUCA依絲卡（立花奏繪）
- 遊戲王ARC-V（凜）
- Duel Masters VSR（女孩、サエポヨ、女顧客、女學生、部下機械人A）
- Classroom☆Crisis（小孩、渚少年）
- Charlotte（勇氣的少女）
- 緋彈的亞莉亞AA（高千穂麗）
- 新妹魔王的契約者 BURST（野中柚希）

2016年
- 春太與千夏～春太與千夏共度青春～（穗村千夏）
- LoveLive! Sunshine!!（司儀、天氣主播、學生、老師）
- 月歌。THE ANIMATION（俊平的姐姐）
- Qualidea Code（朱雀壹彌〈小孩時代〉）
- 聖潔天使（奈亞·拉皮塞拉）
- 啟航吧！編舟計畫（宏志）

2017年
- 青之驅魔師 京都不淨王篇（聰）
- 偶像事變（龍石堂千夏[3]）
- CHAOS;CHILD（來乃乃）
- 快盜天使BREAK（女子A）
- 末日時在做什麼？有沒有空？可以來拯救嗎？（妖精兵B）
- 動作女英雄啦啦水果（金城一美、渚美里、保育園的老師）
- 側車搭檔（鹽原千雪）
- 犬屋敷（奈緒）

2019年
- 盾之勇者成名錄（麥茵）
- 約會大作戰III（八舞夕弦）

2020年
- ID：INVADED (東鄉紗利奈)
- 魔物娘的醫生（緹莎莉亞·史丘迪雅）
- 魔法律事務所 第2期（首長女）

2021年
- 工作細胞BLACK（肝細胞）
- 回復術士的重啟人生（蜜爾菈）
- Fairy蘭丸（幼樹果）
- RE-MAIN（英語課程的聲音）
- 古見同學有交流障礙症。（鬼島朱子[4]）

2022年
- 盾之勇者成名錄 Season 2（麥茵）
- 約會大作戰IV（八舞夕弦）
- 舞動不止（英語教師）
- 闇影詩章F（伊久美セイラ）

2023年
- REVENGER（まな）
- 英雄傳說 閃之軌跡 北方戰役（伊賽莉亞·弗羅斯特[5]）
- 帶著智慧型手機闖蕩異世界。2（麗貝卡）
- 英雄教室（瑪麗亞／莫[6]）
- 盾之勇者成名錄 Season 3（麥茵[7]）
- 屍體如山的死亡遊戲（荒吐）

2024年
- 約會大作戰V（八舞夕弦[8]）
- 為美好的世界獻上祝福！3（冒險者、瑪莉、貴族）

### 劇場版動畫
2015年
- 約會大作戰劇場版 萬由里審判（八舞夕弦）

### OVA
2014年
- Fate/kaleid liner 魔法少女☆伊莉雅「運動會 DE Dance」（廣播）
- 夫妻成長日記（第3期）（旁白）

### 遊戲
2013年
- 艦隊Collection -艦Colle-（鈴谷、熊野、夕張、初風、舞風）

2014年
- CHAOS;CHILD（來乃乃）
- 約會大作戰 或守Install（八舞夕弦）

2015年
- 妖怪百姬（風神）
- 約會大作戰 Twin Edition 轉世凜緒（八舞夕弦）
- 魔界戰記5（賽拉菲努）

2016年
- 祝姬（布川莉里杏）
- 偶像事變（龍石堂千夏）

2017年
- 灰色：幻影扳機（稻垣香草、稻垣巧可）

2018年
- 拳皇XIV（布鲁．玛莉）
- 拳皇全明星（布鲁．玛莉）
- 人中之龍online（阿久津涼）

2019年
- 約會大作戰 蓮反烏托邦（八舞夕弦[9]）

2020年
- 聖火降魔錄 風花雪月 （康絲坦潔=馮=努維爾）

2021年
- 惡魔72 （烏科巴克）
- 拳皇XV（布鲁．玛莉）
- Fate/Grand Order (莎乐美)

2024年
- 魔法禁书目录 幻想收束（灰姑娘）

### 外語配音
- 美國恐怖故事（維奧利特）
- 阿娘使道傳
- 絕不認輸（秀智）

### 旁白
- SKE48 炸蝦賭場！（2014年10月－）

### 音樂CD
| 販售日  | 標題                                                | 名義                                                     | 歌曲                  | 商業搭配                                 |
| 2013年  | 2013年                                              | 2013年                                                   | 2013年                | 2013年                                   |
| ------- | --------------------------------------------------- | -------------------------------------------------------- | --------------------- | ---------------------------------------- |
| 3月13日 | 問題兒童都來自異世界？ Sound Community II           | 久遠飛鳥 starring 布萊德庫特·莎拉·惠美                   | 「Scarlet」           | 電視動畫『問題兒童都來自異世界？』劇中歌 |
| 8月28日 | BLOOD LAD O.S.T.1                                   | 海德菈·貝爾（布萊德庫特·莎拉·惠美)                       | 「LOVE&HATE」         | 電視動畫『BLOOD LAD』                    |
| 2014年  |                                                     |                                                          |                       |                                          |
| 7月23日 | 約會大作戰II Music Selection DATE A "EXTREME" MUSIC | 八舞耶俱矢（內田真禮）、八舞夕弦（布萊德庫特·莎拉·惠美） | 「DOUBLE PUNCH LOVE」 | 電視動畫『約會大作戰II』                 |
| 9月3日  | Duel Masters VS                                     | （［優希］、［布萊德庫特·莎拉·惠美］、［若井友希］）     | 「」                  | 電視動畫『Duel Masters VS』劇中歌        |
| 2015年  |                                                     |                                                          |                       |                                          |
| 3月4日  | 新妹魔王的契約者                                    | 野中柚希（布萊德庫特·莎拉·惠美）                         | 「Blooming」          | 電視動畫『新妹魔王的契約者』             |
| 3月25日 | 新妹魔王的契約者                                    | 野中柚希（布萊德庫特·莎拉·惠美）、野中胡桃（野水伊織）   | 「Symphony Memory」   | 電視動畫『新妹魔王的契約者』             |

## 外部連結
- 布萊德庫特·莎拉·惠美- 事務所的簡介 （页面存档备份，存于）（日語）